# Bauhaus (skole)
 For alternative betydninger, se Bauhaus. (Se også artikler, som begynder med Bauhaus)
Bauhaus er en forkortelse for navnet for Staatliches Bauhaus (tysk for «statslig byggehus»), en tysk højskole for design og anvendt arkitektur som eksisterede fra 1919 til den blev lukket efter pres fra nazisterne i 1933. László Moholy-Nagy gik i eksil i USA og videreførte fra 1937 konceptet i New Bauhaus i Chicago. Skolen var en af de mest indflydelsesrige i de arkitekturperioder, som i dag er en del af modernismen.
Skolen blev grundlagt af Walter Gropius i Weimar i 1919 ved sammenlægning af Großherzoglich Sächsische Hochschule für Bildende Kunst med Kunstgewerberschule. Den flyttede i 1925 til Dessau og i 1932 til Berlin. Gropius var skolens rektor til 1928 fulgt af Hannes Meyer og siden Ludwig Mies van der Rohe. Ændringerne i skolens beliggenhed og lederskab førte til konstante skift i fokus, teknikker, instruktører og politik. 
I lighed med den tidligere engelske Arts and Crafts-bevægelse (1870 – 1880'erne) lagde den vægt på det håndværksmæssige. Elever blev optaget som lærlinge og gik graderne til svend (tysk: gesell, engelsk: journeyman) og videre til mester. Gropius mente, at kunst ikke kunne læres – men det kunne håndværket. Hver afdeling blev fra begyndelsen ledet af både en kunstmester og en håndværksmester. Lærlingene skulle gennemgå basis i alle grene. Efterhånden som de første elever blev færdige, mistede skolen noget af dette fokus, da det var svært at se hvad bogbinding havde med pottemageri at gøre.
Nogle særligt dygtige kunstnere fik arbejde som lærere (kunstmestere). De underviste i teknikker, de havde udviklet særlig dygtighed i. Paul Klee blev indbudt i 1920 og tiltrådte i 1921 var var form-mester i bogbinding/bogudforming til afdelingen blev nedlagt i 1922. Han forelæste over egne billeder, indtil han holdt en forelæsningsserie om visuel form bygget på tanker af Johannes Itten. Efterhånden underviste han også i «videregående maleri» sammen med Vasilij Kandinskij. 
Grundtanken var at skabe kunstnerisk prægede omgivelser for almindelige mennesker fra de mindste detaljer inden for brugskunst til selve det ydre miljø. For at opnå det, var det nødvendigt at håndværket tilpassede sig industrien med henblik på masseproduktion. Tanken om sammenfattende kunst stammede også fra art nouveau, art deco og jugendstilen hvor flere kunstarter blev kombineret. 
Selv om Bauhaus-skolen havde et manifest, som proklamerede at det yderste mål ved al kreativ aktivitet var bygning, tilbød skolen paradoksalt nok ikke undervisning i arkitektur før i 1927.

## 90 år 2009
Jubilæumsåret blev markeret i flere tyske byer samt USA. Først og fremmest har stiftelsene i Dessau, Weimar og Berlin lavet en stor vandreudstilling, som vistes i Weimar i foråret 2009, i Berlin sommer og efterår, og i New York vinteren 2009 – 2010. Den viser i hovedtrækkene, hvad Bauhaus stod for, og viser bl.a. en del hidtid upåagtede eller nylig genfundne genstande. Desuden var der separatudstillinger over Bauhaustemaer i Apolda, Erfurt, Dessau, Gera, Gotha og Jena.